# 姫路市立谷内小学校
姫路市立谷内小学校（ひめじしりつ たにうちしょうがっこう）は、兵庫県姫路市飾東町八重畑に所在する公立小学校。

## 沿革
谷内校区は少子化の影響が著しく、2024年度には複式学級の設置に至った。姫路市教育委員会は本校を「早急に統合する必要がある」として早ければ2027年度にも姫路市立谷外小学校との統合を目指す方針を明らかにした。

## 通学区域
- 飾東町小原新、飾東町小原、飾東町北野、飾東町八重畑、飾東町山崎、飾東町大釜、飾東町清住、飾東町大釜新 飾東町清水[2]

## 出身者
- 清元秀泰（姫路市長、東北大学教授）

## 通学区域が隣接している学校
- 姫路市立谷外小学校
- 姫路市立豊富小中学校
- 加西市立賀茂小学校
- 加西市立下里小学校
- 加古川市立志方東小学校
- 加古川市立志方西小学校